# Chrysocharis cerodonthae
Chrysocharis cerodonthae är en stekelart som beskrevs av Christer Hansson 1987. Chrysocharis cerodonthae ingår i släktet Chrysocharis och familjen finglanssteklar. Inga underarter finns listade i Catalogue of Life.